# 森の地下街
森の地下街（もりのちかがい）とは、愛知県名古屋市中区栄にある地下街である。管理は名古屋市の外郭団体である株式会社名古屋交通開発機構が行っている。

## 概要
1957年（昭和32年）11月に地下鉄東山線開通にあわせて建設・開業した栄地区では最初の地下街である。
錦通・久屋大通の下に広がっている。
地下鉄栄駅の上に建設された地下鉄栄地下街（1957年（昭和32年）11月開業）
栄中南地下街（1965年（昭和40年）9月開業）
栄東地下街（1969年（昭和44年）9月開業）
栄北地下街の総称である。
サカエチカ（1969年（昭和44年）11月開業）と繋がっていて、知らないとその違いは気がつかない。
セントラルパーク地下街やオアシス21とも接続しており地下鉄栄駅と、栄の主要商業施設を結ぶ役割を持っている。

## 所在地
- 愛知県名古屋市中区栄三丁目（の道路の地下）

## 関連文献
- 『森の地下街開業60周年 栄森の地下街＆メイチカおかげさまで60年』名古屋交通開発機構・名古屋地下鉄地下街連合会、名古屋、2017年11月。